# Liste der Monuments historiques in Seiches-sur-le-Loir
Die Liste der Monuments historiques in Seiches-sur-le-Loir führt die Monuments historiques in der französischen Gemeinde Seiches-sur-le-Loir auf.

## Liste der Bauwerke
| Bezeichnung                    | Beschreibung              | Standort | Kennzeichnung | Schutzstatus | Datum | Bild           |
| ------------------------------ | ------------------------- | -------- | ------------- | ------------ | ----- | -------------- |
| Dolmen Pierre aux Loups        | Neolithikum               | (Lage)   | PA00109356    | Classé       | 1978  | weitere Bilder |
| Kirche St-Aubin                | Erbaut im 11. Jahrhundert | (Lage)   | PA00109357    | Inscrit      | 1987  | weitere Bilder |
| Château de Brignac             | Schloss, erbaut 1856      | (Lage)   | PA49000094    | Inscrit      | 1914  |                |
| Kapelle Notre-Dame de la Garde | Erbaut im 15. Jahrhundert | (Lage)   | PA00109355    | Inscrit      | 1973  | weitere Bilder |
| Schloss Le Verger              | Erbaut im 16. Jahrhundert | (Lage)   | PA49000031    | Inscrit      | 2001  | weitere Bilder |

## Liste der Objekte
- Monuments historiques (Objekte) in Seiches-sur-le-Loir in der Base Palissy des französischen Kultusministeriums